# Johann Gottlieb Wolstein

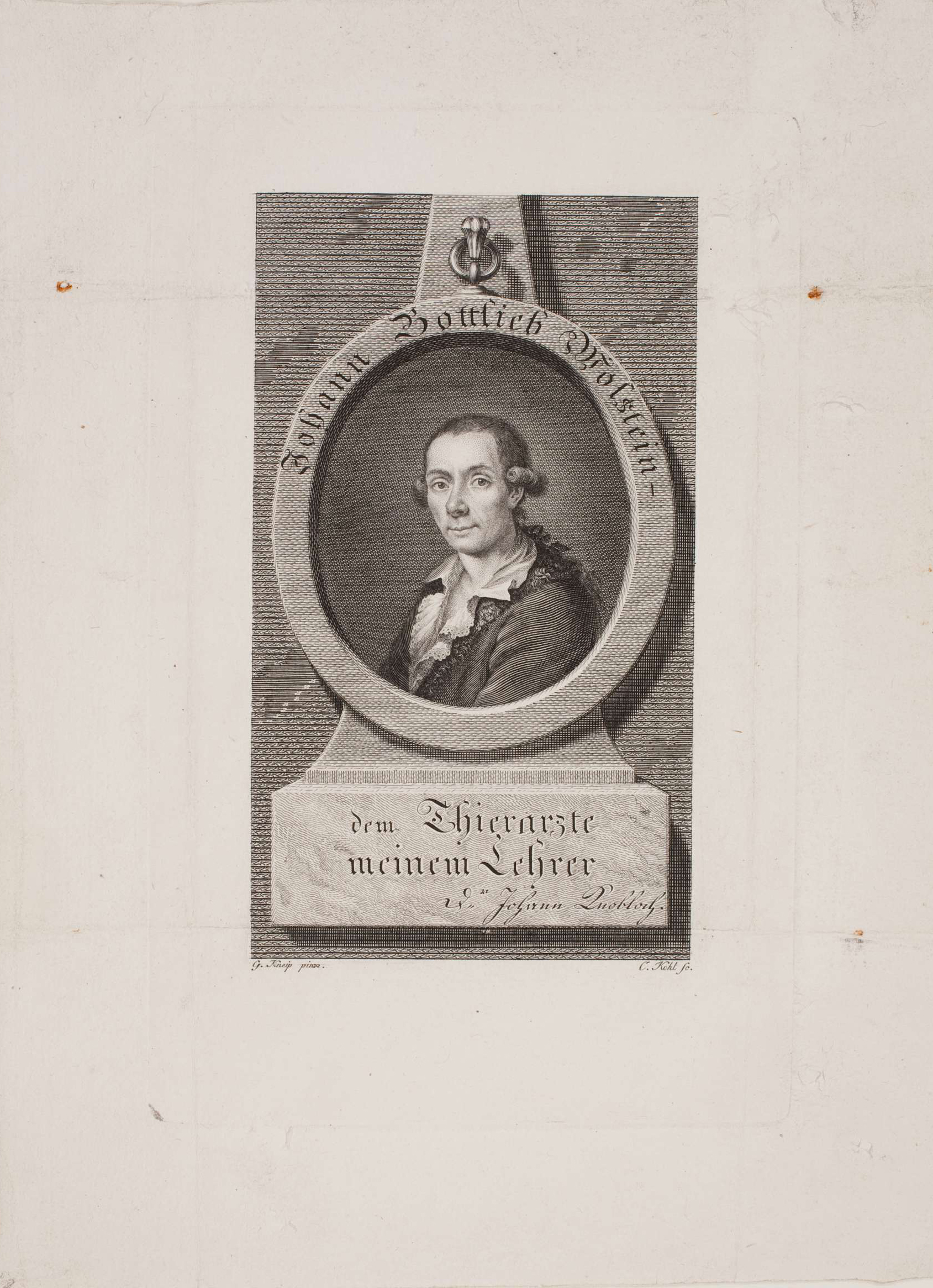
Johann Gottlieb Wolstein

Johann Gottlieb Wolstein (auch: Johann Friedrich Wolstein; * 14. März 1738 in Flinsberg, Schlesien; † 2. Juli 1820 in Altona) war ein deutscher Mediziner. Er gilt als Begründer der Tierheilkunde im deutschsprachigen Raum.

## Leben
Wolstein studierte ab 1760 in Wien Chirurgie, Geburtshilfe und Medizin, besuchte ab 1769 eine Veterinärschule in Paris und vertiefte seine Kenntnisse durch Reisen nach England, Holland, Dänemark und Preußen. 1775 in Jena promoviert, kehrte er anschließend nach Wien zurück und entwarf auf Befehl Kaiser Josephs II. den Plan eines „Thierhospitals“ (aus dem später die Veterinärmedizinische Universität Wien hervorging), das er seit seiner Ernennung zum Professor 1777 leitete. 1794 wurde er wegen seiner Zugehörigkeit zu einer Freimaurerloge und seiner Unterstützung für die Französische Revolution verhaftet und zu zwei Jahren Festungshaft verurteilt, nach fünf Monaten jedoch entlassen und des Landes verwiesen. Ab 1795 praktizierte er in Altona und gab ab 1797 zusätzlich unentgeltlichen Unterricht an der von Lucas Andreas Staudinger begründeten Landwirtschaftsschule in Flottbek. Seit 1799 war er Mitglied der Patriotischen Gesellschaft, wurde in mehrere Akademien und Fachgesellschaften gewählt und 1813 mit dem Dannebrogorden geehrt.
Wolstein stand während der Beisetzung von Friedrich Gottlieb Klopstock mit Johann Daniel Lawaetz, Friedrich Johann Jacobsen und Masius Johann Feldmann als Ehrenbegleiter am Grabe. 1807 wurde Wolstein zu einem von 60 auswärtigen Mitgliedern der medizinisch-chirurgischen Gesellschaft in Paris gewählt. 1806 wurde Wolstein in das Schleswig-Holsteinische Sanitätskollegium berufen.
Johann Gottlieb Wolstein hatte 1789 Justine Catharina Eleonora Helmrich (1757(?)–1840) geheiratet. Sie stammte aus Celle. 

## Ehrungen
1958 wurde der Wolsteinkamp in Hamburg-Groß Flottbek nach ihm benannt.

## Werke
- Unterricht für Fahnenschmide, über die Verletzungen, die den Pferden durch Waffen zugefügt werden. Kurzböck, Wien 1779 (Digitalisat)
- Anmerkungen über die Viehseuchen in Oesterreich : Nebst einer Abhandlung gegen das Umbringen der Thiere in Seuchen. Kurzbeck, Wien 1782 (Digitalisat)
- Das Buch von Viehseuchen für Bauern. Kurzbeck, Wien 1783 (Digitalisat)
- Die Bücher der Wundarzney der Thiere. Mathias Andreas Schmidt, Wien 1784 (Digitalisat)
- Anmerkungen über das Aderlassen der Menschen und der Thiere. Trummers Witwe, Wien 1791 (Digitalisat)
- Das Buch von den Seuchen und Krankheiten des Hornviehes, der Schaafe und der Schweine für die Einwohner auf dem Lande. Johann Georg Binz, Wien 1798 (Digitalisat)
- Belehrung der Landleute über die Zeichen und Ursachen der Hornvieh-Seuchen. Hamburg 1799 (Digitalisat)
- Über die Leisten- und Nabelbrüche der Menschen und Thiere. Wien 1799 (Digitalisat)
- Über das Paaren und Verpaaren der Menschen und Thiere nebst einer Abhandlung über die Krankheiten, die aus der Verpaarung entstehen. Hammerich, Altona 1815.

## Porträts
- Scherenschnitt (Bildarchiv Austria), Digitalisat
- Gebhard Kneip, Maler und Clemens Kohl, Stecher, Kupferstich 260 × 190 mm (Blatt); 203 × 130 mm (Platte), Digitalisat
- Jes Bundsen,[4] Lithographie nach einem Porträt von Johann Jacob Stunder, Digitalisat